# Los diez mandamientos (película de 1956)
Los diez mandamientos (en inglés, The Ten Commandments) es una película estadounidense épica de 1956, dirigida y producida por Cecil B. DeMille, filmada en VistaVision (color proporcionado por Technicolor) y distribuida por Paramount Pictures. Dramatiza la historia narrada en el libro del Éxodo de la Biblia, cuya autoría tradicionalmente se atribuye a Moisés, un príncipe egipcio adoptado que se convierte en el líder de su pueblo, liberando la esclavizada nación hebrea del yugo egipcio y, por lo tanto, dirige el éxodo al Monte Sinaí, donde recibe los Diez Mandamientos de parte de Dios. 
La película está protagonizada por Charlton Heston como Moisés; Yul Brynner como Ramsés II; Anne Baxter como Nefertari; Edward G. Robinson como Datán; Yvonne De Carlo como Séfora; Debra Paget como Lilia; y John Derek como Josué. También destacan Cedric Hardwicke como Seti I; Nina Foch como Bitia; Martha Scott como Jocabed; Judith Anderson como Memnet; y Vincent Price como Baka.
Rodada en Egipto, el Monte Sinaí y la península del Sinaí, Los diez mandamientos fue la última y más exitosa película dirigida por DeMille. Es una versión parcial de su película muda del mismo título de 1923, y contó con uno de los sets de filmación más grandes en la historia del cine. También fue la película más cara realizada al momento de su estreno. Recaudó más de 65 millones de dólares en la taquilla estadounidense. Es la sexta película más taquillera de todos los tiempos, con un total ajustado por inflación de más de mil millones de dólares.
En 1957, la película fue nominada a siete Óscar, ganando el mejores efectos especiales (John P. Fulton , ASC) y nominada en las categorías de mejor película, a la mejor dirección artística, a la mejor fotografía, al mejor montaje, al mejor sonido y al mejor vestuario.  DeMille ganó el Premio del Círculo de Críticos de Cine de la Prensa en Idiomas Extranjeros al Mejor Director. Charlton Heston fue nominado a un Globo de Oro por Mejor Actor en Drama. Yul Brynner ganó el National Board of Review al mejor actor para esta película, así como Anastasia y El rey y yo. Heston, Anne Baxter e Yvonne De Carlo ganaron Premios Laurel al mejor actor dramático, quinta mejor actriz dramática y tercera mejor actriz de reparto, respectivamente. 
También es una de las películas más exitosas desde el punto de vista financiero jamás realizada, recaudando aproximadamente 122,7 millones de dólares (equivalente a 1,17 mil millones en 2020) en taquilla durante su estreno inicial; fue la película más exitosa de 1956 y la segunda película más taquillera de la década. Según Guinness World Records, en términos de exhibición teatral es la octava película más exitosa de todos los tiempos cuando la taquilla bruta se ajusta a la inflación. La escena de Moisés abriendo un paso por el mar Rojo es considerada por muchos críticos como clásica en la historia del cine. La película forma parte del AFI's 10 Top 10 en la categoría de "Películas épicas".
En 1999, la película fue considerada «cultural, histórica y estéticamente significativa» por la Biblioteca del Congreso de Estados Unidos y seleccionada para su preservación en el National Film Registry. En junio de 2008, el American Film Institute reveló las diez mejores películas en diez géneros cinematográficos estadounidenses, después de encuestar a más de 1500 personas de la comunidad creativa. La película fue catalogada como la décima mejor película del género épico. Varias cadenas de televisión ha transmitido la película en horario de máxima audiencia durante la temporada de Pascua todos los años desde 1973.

## Argumento

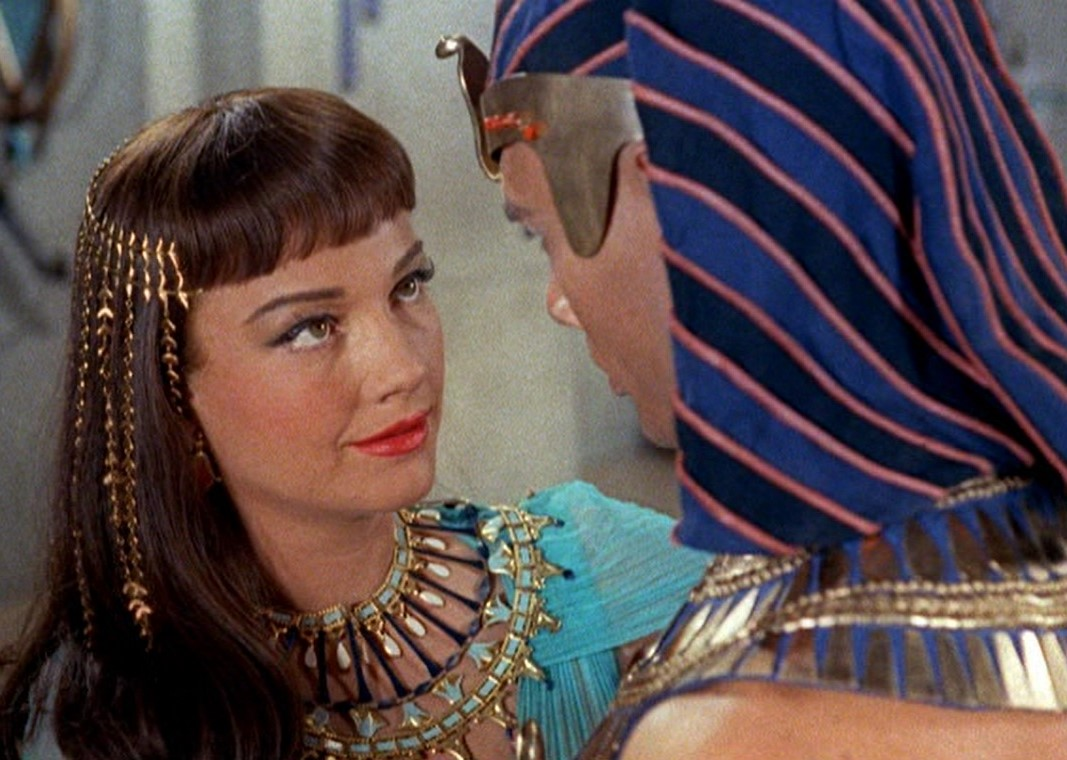
Anne Baxter y Yul Brynner como Nefertari y Ramsés II.

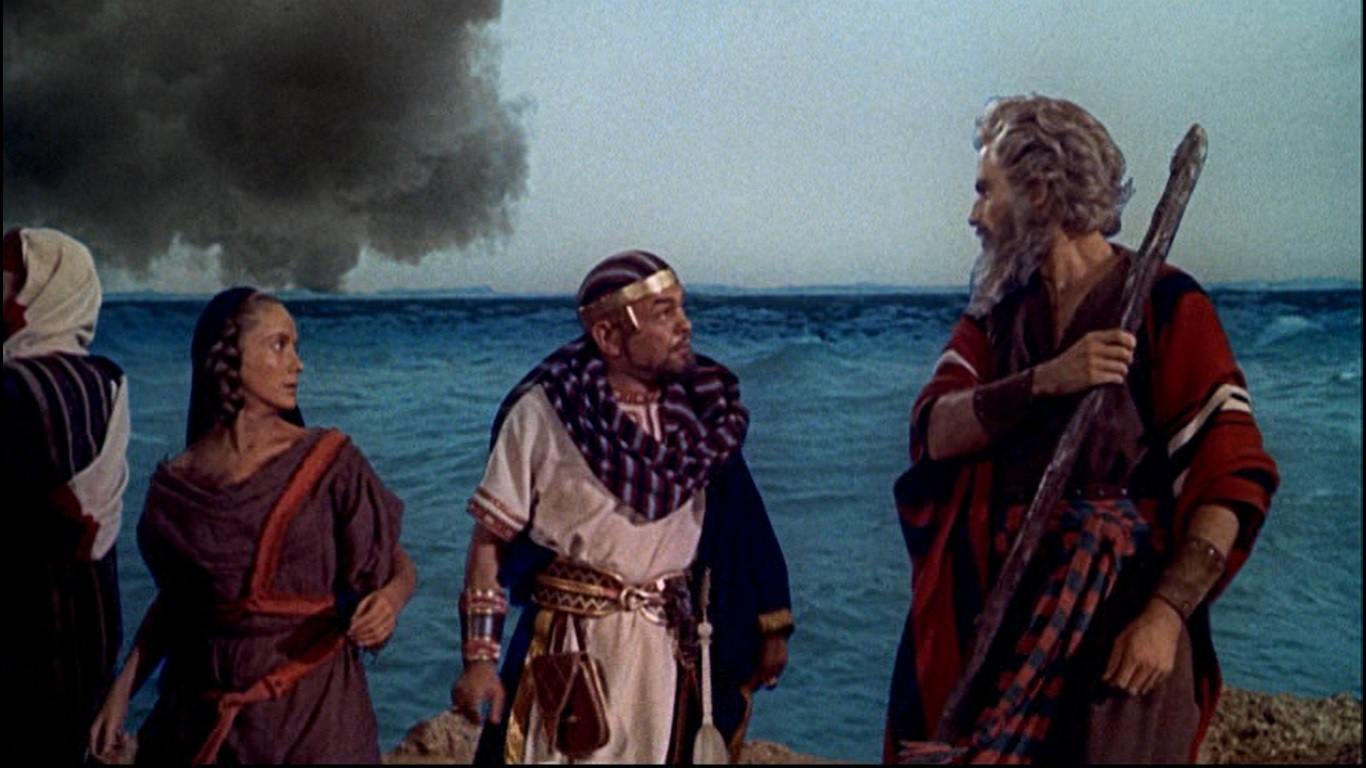
Olive Deering, Edward G. Robinson y Charlton Heston.

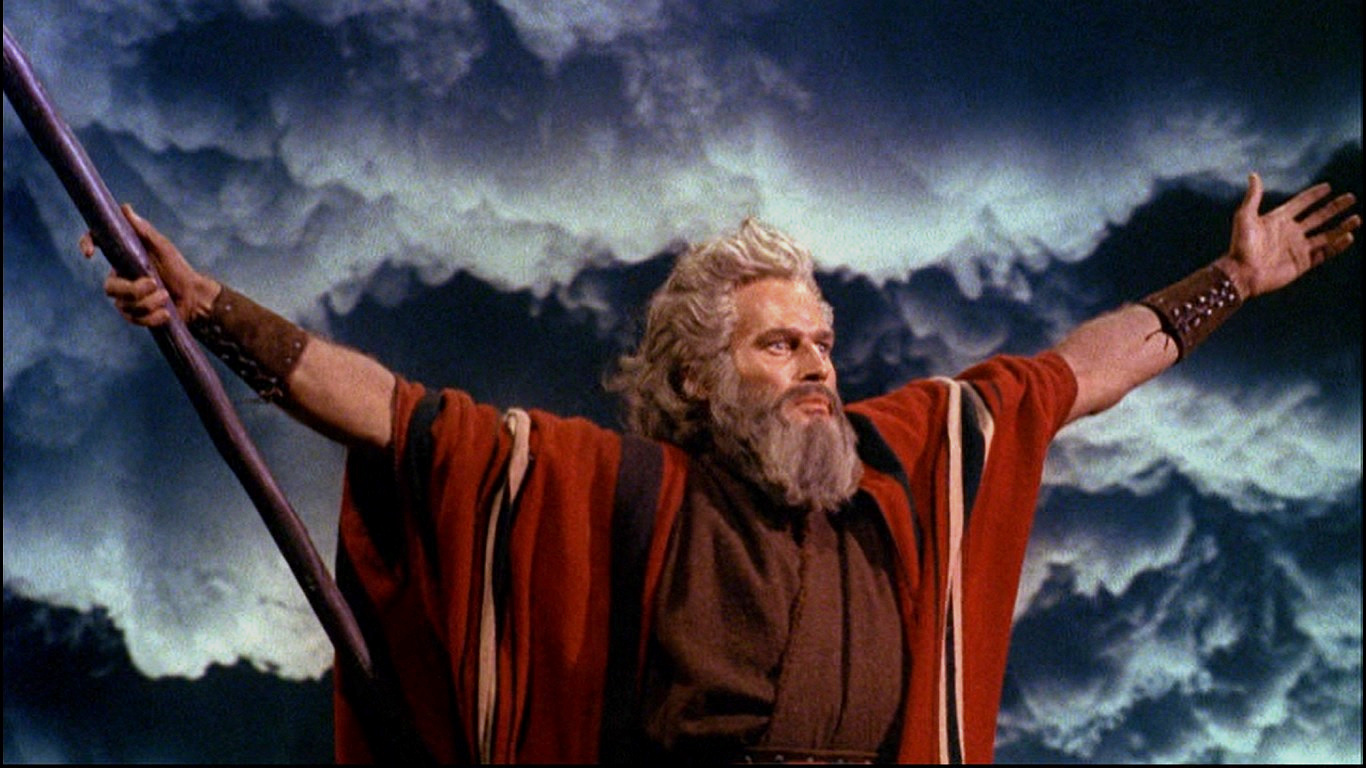
Charlton Heston como Moisés, en la escena del paso del mar Rojo.

El recién nacido Moisés es recogido del río por la hija del faraón, Bitia. Ella lo adopta y lo cría en la corte real. Cuando Moisés ya es mayor, se gana el aprecio del faraón Seti, padre de Nefertari, y de Ramsés, lo que disgusta a este, el futuro Ramsés II. Pero Moisés descubre un día su origen hebreo y conoce a su verdadera familia, lo cual lo lleva a dejar su vida como príncipe y se convierte en esclavo.
Moisés salva de la muerte a otro esclavo, Josué, al matar al cruel y abusivo arquitecto Baka, y es expulsado de Egipto por el faraón Seti. Tiene que cruzar el desierto para llegar a tierras de los pastores de Madián, y se convierte en pastor y forma una familia con Séfora, la hija de Jetró, quien es uno de los jeques de Madián.
Pero el deseo de Dios es que libere a los hebreos de la esclavitud, y un día llama a Moisés por medio de un matorral ardiendo y le revela su Santa Palabra. Moisés regresa a Egipto, donde Ramsés, casado con Nefertari, se ha convertido en faraón a la muerte de su padre. Moisés le pide que libere a su pueblo, pero ante la negativa del faraón hace caer las diez terribles plagas preparadas por Dios. Solo la última plaga, que trae la muerte a los primogénitos de Egipto y por tanto al suyo, hace que Ramsés ceda.
Cuando los judíos escuchan en Egipto la revelación de Dios, Moisés guía a su pueblo hacia el desierto luego de la angustiante noche en la que el Ángel de la Muerte quitó la vida de los primogénitos de Egipto. 
Sin embargo, Ramsés es influido nuevamente por su mujer Nefertari, y así se endurece otra vez su corazón y decide acabar con los hebreos. Pero el poder divino es muy grande y Ramsés pierde todo su ejército en el Mar Rojo, que lo cubre con las aguas. Ramsés comprende entonces que el Dios de Moisés y de los hebreos es el único y verdadero Dios.
En las llanuras del Sinaí, Moisés asciende a la montaña sagrada para recibir los Diez Mandamientos que regirán la vida del pueblo de Israel recién liberado. Sin embargo, al ver que se demora 40 días y 40 noches en la montaña, los hebreos se desesperan y caen en la tentación de construir un becerro de oro al que adorar. Cuando Moisés regresa y lo descubre, se desata su ira y les lanza las tablas de la ley, además de ser condenados por Dios a vagar durante cuarenta años por el desierto.
Así, Moisés termina su vida en las llanuras de Moab al no haber obedecido a Dios en las aguas de la refriega, liderando a los hebreos liberados hacia una tierra prometida por Dios y, luego de dejar a Josué como su sucesor en las puertas del río Jordán, muere en paz proclamando la libertad a toda la Tierra y a los habitantes de ella.

## Reparto

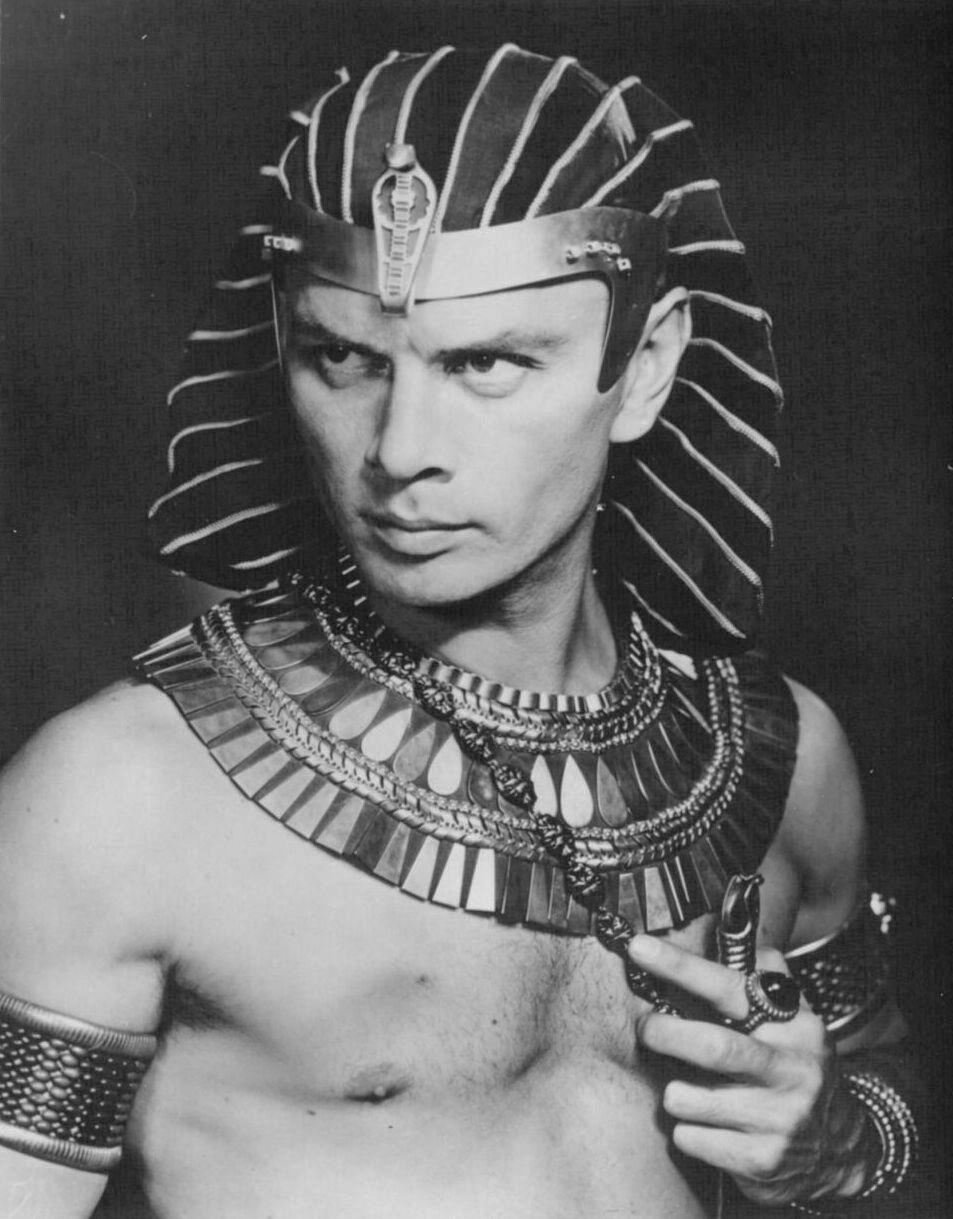
Yul Brynner.

- Charlton Heston es Moisés, príncipe heredero de Egipto e hijo adoptivo de Bitia, hermana del faraón Seti I. Más tarde, a través de Nefertari, se entera de su origen hebreo y sabe que él es el hijo de Amram y Jocabed. Se une a ella en Madián, y más tarde regresa a Egipto y libera a su pueblo, convirtiéndose en un gran líder ordenado por Dios.

- Yul Brynner es Ramsés II, príncipe heredero de Egipto, hijo del faraón Sethi y la reina consorte Tuya, que más tarde se convierte en faraón y esposo de Nefertari cuando Moisés regresa a Egipto.

- Anne Baxter es Nefertari, princesa del trono de Egipto y el primer amor de Moisés. Es favorecida por el faraón Seti, y más tarde se convierte en reina consorte de Egipto, esposa de Ramsés y madre de su hijo.

- Edward G. Robinson es Datán, el jefe supervisor hebreo de los esclavos en Gosén. A través de Ramsés, se eleva a gobernador de Gosén y le dan la muchacha hebrea Lilia como concubina. Rebelde y tiránico, muere poco después de haber comenzado el culto al becerro de oro.

- Yvonne De Carlo es Séfora, la hija mayor de Jetró y más tarde la esposa de Moisés y madre de su hijo Gershom. Ella le enseñó a Moisés cómo cuidar las ovejas, y demostró su ferviente creencia y fe en Dios. Viaja a Egipto con Moisés, donde se encuentra con Nefertari, que luego la envía de regreso.

- Debra Paget es Lilia, muchacha hebrea cuyo trabajo consiste en dar agua a los esclavos, el amor de Josué y más tarde concubina de Datán.

- John Derek	es Josué, hebreo cantero que se convierte en el sucesor de Moisés.

## Doblaje
| Personaje        | Actor original (Estados Unidos) 1956 | Actor de doblaje (España) 1959 | Actor de doblaje (México) 1984 | Actor de redoblaje (México) 1986 |
| ---------------- | ------------------------------------ | ------------------------------ | ------------------------------ | -------------------------------- |
| Moisés           | Charlton Heston                      | Rafael Navarro                 | Blas García                    | José Lavat                       |
| Faraón Ramsés II | Yul Brynner                          | Manuel Cano                    | Carlos Segundo                 | Blas García                      |
| Nefertari        | Anne Baxter                          | Elvira Jofre                   | Rocío Garcel                   | Rocío Garcel                     |
| Datán            | Edward G. Robinson                   | Joaquín Díaz                   | Pedro D'Aguillon               | Carlos Rotzinger                 |
| Séfora           | Yvonne De Carlo                      | Victoria María Durá            | Andrea Cotto                   | Dulcina Carballo                 |
| Lilia            | Debra Paget                          | María Dolores Gispert          | Gabriela Willert               | Mónica Manjarrez                 |
| Josué            | John Derek                           | Miguel Ángel Valdivieso        | Martín Soto                    | Arturo Casanova                  |
| Faraón Seti I    | Cedric Hardwicke                     | José María Ovies               | Jesús Colin                    | Carlos Magaña                    |
| Bithiah          | Nina Foch                            | Teresa Cunillé                 | Liza Willert                   | Alma Nuri                        |
| Yochabel         | Martha Scott                         | Carmen Robles                  | Alma Nuri                      | Rosario Muñoz Ledo               |
| Memnet           | Judith Anderson                      | Esperanza del Barrero          | Rosario Muñoz Ledo             | Carmen Donna-Dío                 |
| Baka             | Vincent Price                        | Arsenio Corsellas              | Actor desconocido              | José Luis Orozco                 |
| Aarón            | John Carradine                       | Julio Gallego                  | Emilio Guerrero                | Alejandro Villeli                |
| Jannes           | Douglass Dumbrille                   | José María Caffarel            | Eduardo Alcaraz                | Jorge Roig                       |
| Míriam           | Olive Deering                        | María Luisa Solá               | Rommy Mendoza                  | Araceli de León                  |
| Ramsés I         | Ian Keith                            | Miguel Alonso                  | Rubén Moya                     | Carlos Magaña                    |
| Dios             | Cecil B. DeMille                     | Felipe Peña                    | Narciso Busquets               | Eduardo Borja                    |

- Doblaje de 1959 dirigido por José María Ovies en Dipenfa-Metro Goldwyn Mayer Barcelona.
- Doblaje de 1984 dirigido por Narciso Busquets en Telespeciales, S.A..
- Redoblaje de 1986 dirigido por Carlos Petrel y Rosanelda Aguirre en Sono-Mex Doblajes, S.A. de C.V..

## Producción

### Guion

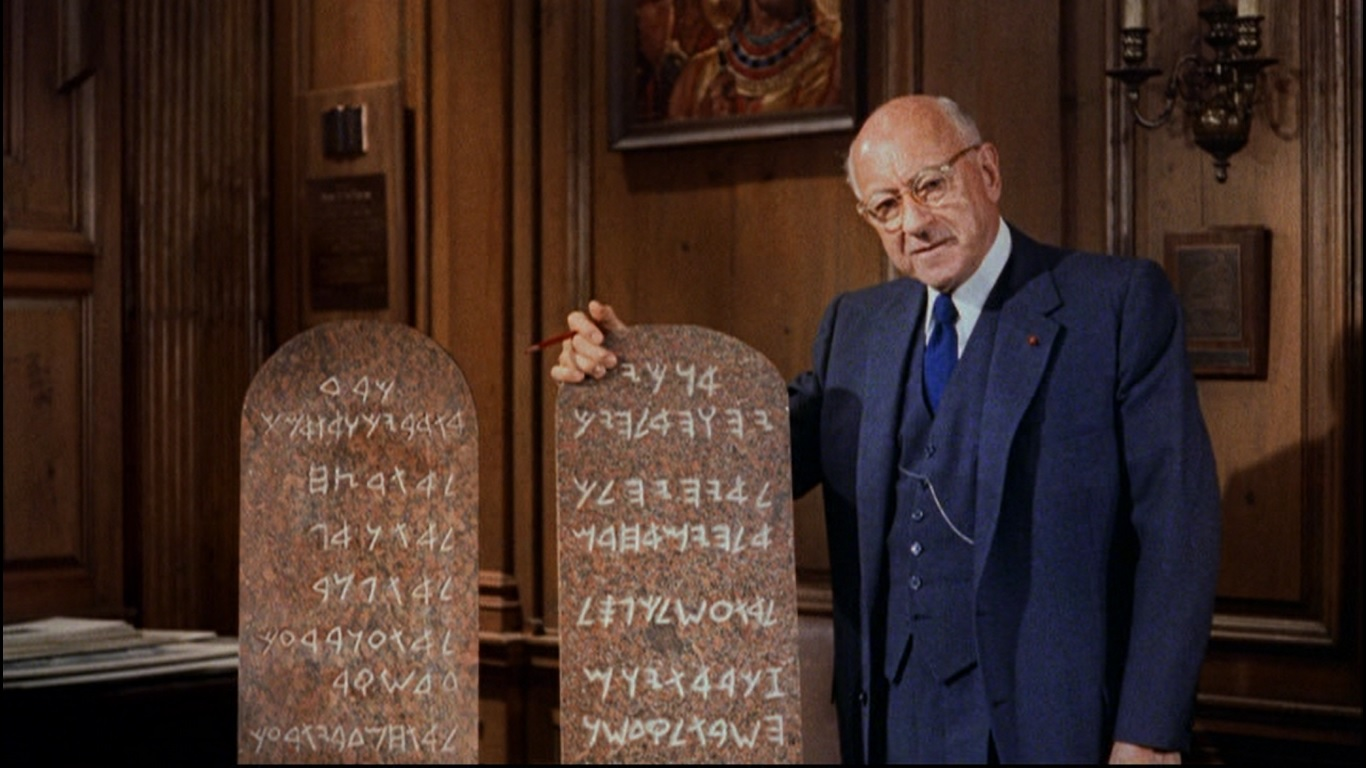
Cecil B. DeMille anunciando la película junto a las tablas de los mandamientos utilizadas en una de las escenas.

El guion fue escrito por Eneas MacKenzie, Jesse L. Lasky Jr., Jack Gariss, y Fredric M. Frank. También se incluyó material de los libros "Príncipe de Egipto" por Dorothy Clarke Wilson, "Columna de Fuego" por Joseph Holt Ingraham, y "Sobre alas de Águila" por Arthur Eustace Southon. Las fuentes más importantes fueron la Biblia, sobre todo el Pentateuco, y la obra de Flavio Josefo (historiador judío del siglo I) Antigüedades judías.

### Casting
Charlton Heston, que había trabajado previamente con DeMille, en El mayor espectáculo del mundo, ganó el papel de Moisés después de haber impresionado a DeMille en una audición con su conocimiento del antiguo Egipto e historias bíblicas. Curiosamente, William Boyd, fue también considerado. Heston actuó como un personaje hebreo, y ganó la audición para ser Moisés en la película.
El hijo recién nacido de Heston, Fraser (nacido el 12 de febrero de 1955), fue incluido por DeMille a sugerencia de Henry Wilcoxon, que le dijo: «El momento es adecuado. Si se trata de un niño, ¿quién mejor para interpretar al bebé Moisés?»; tan pronto como se anunció a Heston, DeMille aceptó que el recién nacido hijo de Heston fuera el indicado para interpretar a Moisés bebé. Fraser Heston tenía tres meses durante el rodaje. 
El personaje de Nefertari, la princesa del trono egipcio, fue considerado «el más buscado del año» en el Hollywood de 1954. Ann Blyth , Vanessa Brown, Joan Evans, Rhonda Fleming, Coleen Gray, Jane Griffiths, Audrey Hepburn, Jean Marie, Vivien Leigh, Jane Russell, y Joan Taylor fueron consideradas para el papel. A DeMille le gustaba Audrey Hepburn, pero la despidió debido a su figura, que fue considerada demasiado delgada para los ceñidos vestidos "egipcios" del personaje. Anne Baxter que fue considerada inicialmente para el papel de la esposa de Moisés, fue la elegida final y lo llevó a cabo con éxito.
Judith Ames, Anne Bancroft, Anne Baxter, Shirley Booth, Diane Brewster, June Clayworth, Linda Darnell, Laura Elliot, Rhonda Fleming, Rita Gam, Grace Kelly, Jacqueline Green, Barbara Hale, Allison Hayes, Frances Lansing, Patricia Neal, Marie Palmer, Jean Peters, Ruth Roman, Barbara Rush y Elizabeth Sellers fueron consideradas para el papel de Séfora. Grace Kelly, la primera opción de DeMille, no estaba disponible. DeMille fue «muy impresionado» con Yvonne De Carlo, quien finalmente obtuvo el papel.

## Lanzamiento
Cecil B. DeMille promocionó la película colocando monumentos de los Diez Mandamientos como un truco publicitario para la película en ciudades de Estados Unidos. 
La película se estrenó en el Criterion Theatre de la ciudad de Nueva York el 8 de noviembre de 1956. Entre los que asistieron al estreno estaban Cecil B. DeMille y su hija mayor, Cecilia DeMille Harper; Charlton Heston y su esposa, Lydia Clarke; Yul Brynner, Anne Baxter, Edward G. Robinson, Yvonne De Carlo y su esposo, Bob Morgan; Martha Scott y su esposo, Mel Powell, y su hijo, Carleton Alsop; William Holden y su esposa, Brenda Marshall; John Wayne y su esposa, Pilar Pallete; Tony Curtis y su esposa, Janet Leigh y el presidente de Paramount Pictures, Barney Balaban. Se presentó en formato de gira con asientos reservados hasta mediados de 1958, cuando finalmente se lanzó al público en general.

## Recepción

### Reconocimiento
| Premio                                                                     | Categoría | Nominado/a | Resultado                                                                  |
| -------------------------------------------------------------------------- | --- | --- | -------------------------------------------------------------------------- |
| Premios Oscar                                                              | mejor película | Cecil B. DeMille | Nominado                                                                   |
| Premios Oscar                                                              | mejor dirección artística                                                                                            | Directores de Arte: Hal Pereira, Walter H. Tyler, y Albert Nozaki; Decoradores del set: Samuel M. Comer y Ray Moyer | Nominados                                                                  |
| Premios Oscar                                                              | mejor fotografía | Loyal Griggs | Nominado                                                                   |
| Premios Oscar                                                              | mejor vestuario | Edith Head, Ralph Jester, John Jensen, Dorothy Jeakins y Arnold Friberg                                             | Nominados                                                                  |
| Premios Oscar                                                              | mejores efectos especiales                                                                                           | John P. Fulton | Ganador                                                                    |
| Premios Oscar                                                              | mejor montaje | Anne Bauchens | Nominada                                                                   |
| Premios Oscar                                                              | mejor sonido | Estudios Paramount, director Loren L. Ryder                                                                         | Nominado                                                                   |
| Boxoffice Blue Ribbon Award                                                | Mejor Película del Mes (enero de 1957)                                                                               | Cecil B. DeMille | Ganador                                                                    |
| Christian Herald Reader's Award                                            | Mejor Película del Año (1957)                                                                                        | Cecil B. DeMille | Ganador                                                                    |
| Film Daily Filmdom's Famous Five Award                                     | Mejor interpretación de una estrella masculina                                                                       | Charlton Heston | Ganador (quinto lugar)                                                     |
| Film Daily Filmdom's Famous Five Award                                     | Mejor Fotografía | Loyal Griggs | Ganador (quinto lugar)                                                     |
| Film Daily Filmdom's Famous Five Award                                     | Mejor Guion | Aeneas MacKenzie, Jesse L. Lasky Jr., Jack Gariss, y Fredric M. Frank                                               | Ganadores (quinto lugar), empate con Robert Anderson por Tea and Sympathy) |
| Premio del Círculo de Críticos de Cine de la Prensa en Idiomas Extranjeros | Mejor Director | Cecil B. DeMille | Ganador                                                                    |
| Fotograma de Plata Award                                                   | Mejor Actor Extranjero                                                                                               | Charlton Heston | Ganador                                                                    |
| Golden Globe Award                                                         | Mejor Actor en Película de Drama                                                                                     | Charlton Heston | Nominado                                                                   |
| Premios Laurel                                                             | Mejor interpretación dramática masculina                                                                             | Charlton Heston | Ganador                                                                    |
| Premios Laurel                                                             | Mejor interpretación dramática femenina                                                                              | Anne Baxter | Ganadora (quinto lugar)                                                    |
| Premios Laurel                                                             | Mejor interpretación femenina de reparto                                                                             | Yvonne De Carlo | Ganadora (tercer lugar)                                                    |
| National Board of Review                                                   | Mejor Actor | Yul Brynner (también por Anastasia y El rey y yo)                                                                   | Ganador                                                                    |
| New York Film Critics Circle Awards                                        | Mejor Actor | Yul Brynner | Nominado                                                                   |
| Premios Photoplay                                                          | Reconocimiento especial (Por su creación de una de las mayores experiencias emocionales y religiosas de la pantalla) | Cecil B. DeMille | Ganador                                                                    |
| Premios Photoplay                                                          | Medalla de oro | Cecil B. DeMille | Nominado                                                                   |
| Premios Photoplay                                                          | Mejor Estrella Masculina                                                                                             | Yul Brynner | Nominado                                                                   |

## Diferencias entre la Biblia y el filme
Aunque en general supuestamente trata de ser fiel a la Biblia, existen numerosas discrepancias entre la trama de la película y el texto bíblico:
- En el filme se destaca el papel de Josué durante el cautiverio, inclusive añadiendo que Josué escapa de Egipto para ir a buscar a Moises en Madián; nada de eso aparece en la Biblia. En el relato bíblico Josué no se menciona sino hasta después de la liberación. Incluso, como licencia fílmica, Josué es retratado como el hebreo que es golpeado por el egipcio (Baka) que termina muerto a manos de Moisés, según Éxodo 2:11,12. Esto es completamente incierto, ya que es posible que Josué ni siquiera hubiera nacido cuando esto sucedió tomando en cuenta que, según la Biblia, Moisés era, probablemente, entre 40 y 60 años mayor que Josué y las escrituras dicen que tenía 40 años cuando mató al egipcio.
- En la Biblia, los reyes de Egipto son todos llamados "Faraón". En el filme, tienen nombres como Ramsés I, Seti I, Ramsés II. Estas identificaciones son completamente teóricas y ninguna ha sido confirmada por la arqueología. No hay ninguna evidencia de que Ramsés II tuviera que enfrentarse con las plagas de Egipto, ni con una fuga masiva de esclavos. Al contrario, tuvo un reino muy largo y próspero. Por otra parte, nunca se da a entender en la Biblia que Moisés fuera un contrincante al trono de Egipto., aunque esto aparece en los apócrifos como el Libro de Jaser y en Josefo, quien también relata la campaña militar de Moisés en Etiopía.
- Tampoco parece probable que su madre hebrea, quien lo crio como nodriza para la princesa, no le hablara sobre su ascendencia hebrea.
- En la Biblia nunca se habla de una relación amorosa entre Moisés y Nefertari.
- De acuerdo con las Escrituras, Moisés no regresa para vengarse de sus enemigos como sucede en la película, ya que todos habían muerto cuando Moisés regresó 40 años después (Éxodo 4:19).
- Según la Biblia, Moisés desatendió completamente la circuncisión de su hijo y esta operación la tuvo que hacer Séfora de emergencia. Nada de esto se muestra en el filme.
- La plaga de las ranas no se ve en el filme por no encontrarse forma de filmar este episodio sin que resultase cómico.
- Las aguas se abren durante toda la noche, no durante un momento.
- En la Biblia, Faraón se ahoga en el Mar Rojo, al frente de sus tropas. En el filme, Ramsés II se queda prudentemente en la retaguardia y salva su vida. Él no dice tampoco que su dios es Dios, pero en la Biblia antes de morir los ejércitos egipcios gritan "huyamos de todo contacto con Israel, porque Yavé ciertamente pelea por ellos contra los egipcios" (Éxodo 14:25).
- La tierra no se traga a los que adoraban al becerro de oro; fueron ejecutados por los levitas. Tampoco Israel es condenado a vagar 40 años en el desierto por ese asunto, ni para "ver si cumplirían sus mandamientos" como dice la película. Eso sucedió porque el pueblo menospreció a Dios en otro episodio que tampoco se muestra en la película (Números 14).
- Coré, Datán y Abirán no mueren por el asunto del becerro, es más tarde junto con otros rebeldes que cuestionan el liderazgo de Moisés (Números 16).
- Moisés tuvo dos hijos; en el filme solo se muestra uno.

## Galería

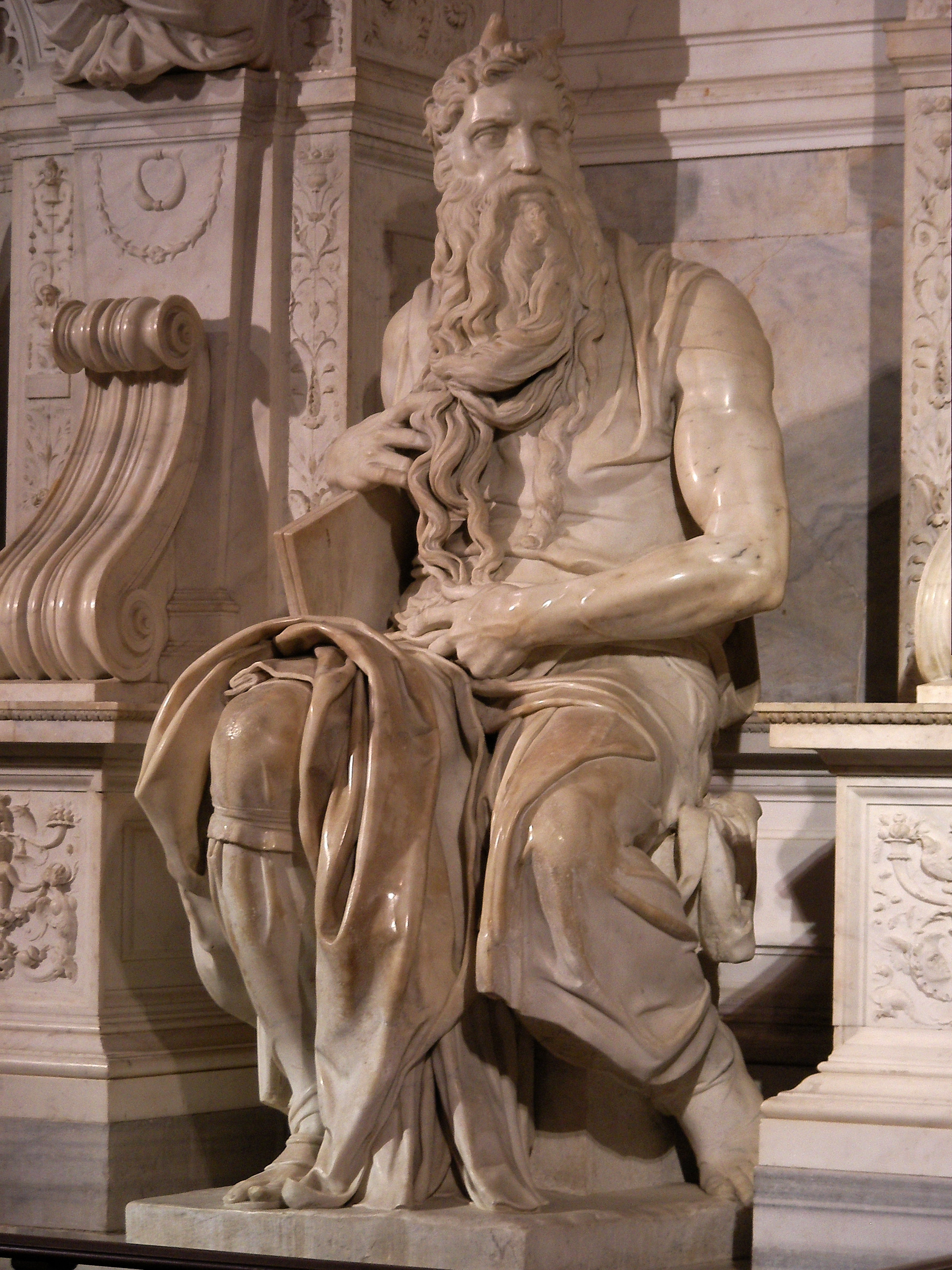
Cecil B. de Mille se fijó en el Moisés de Miguel Ángel y escogió a Charlton Heston para el papel.
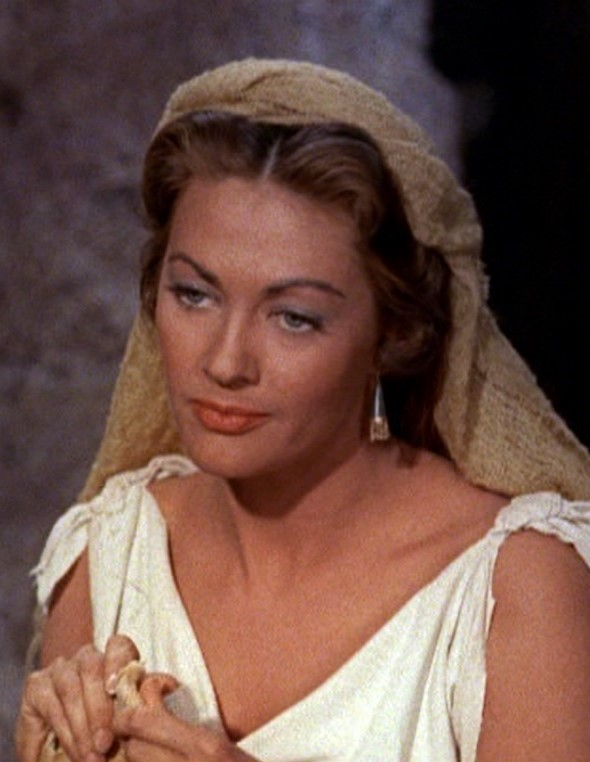
Séfora: Yvonne De Carlo
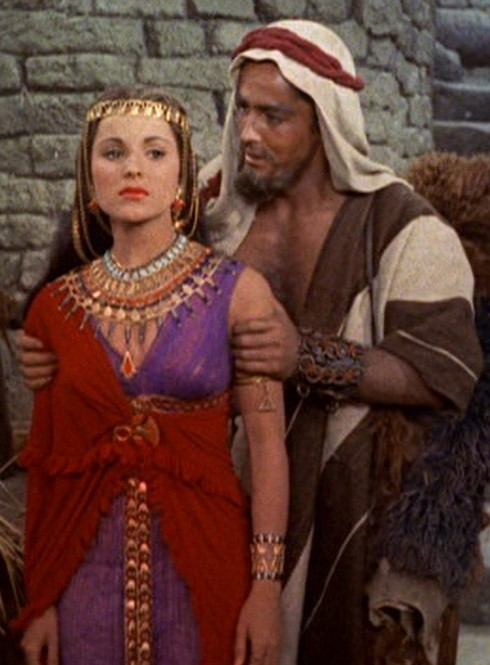
Lilia y Josué: Debra Paget y John Derek
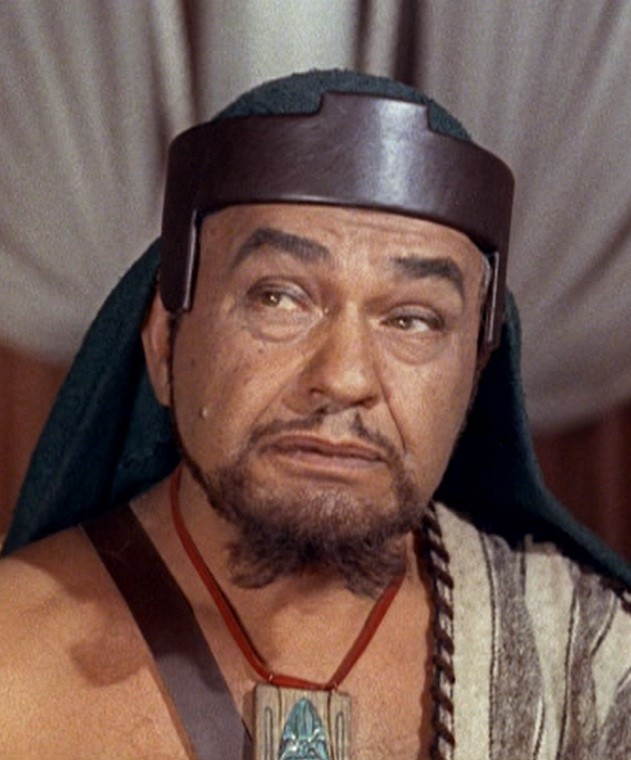
Datán: Edward G. Robinson
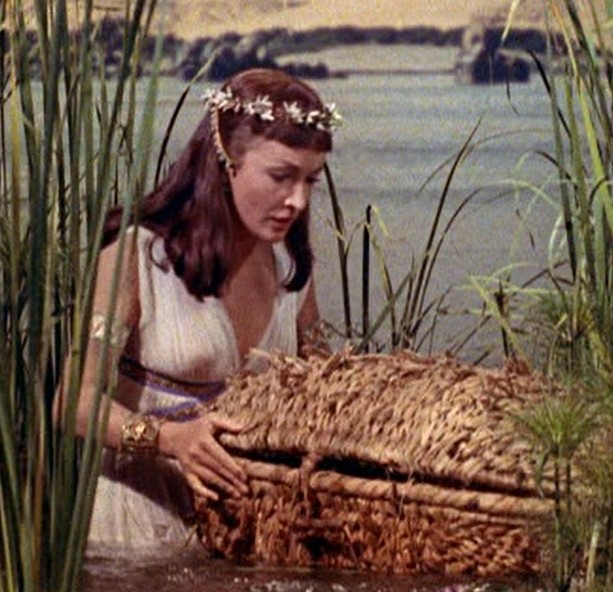
Nina Foch: Bithiah
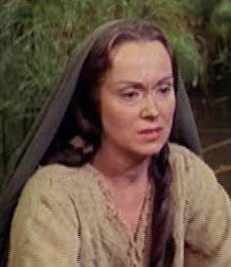
Jocabed: Martha Scott
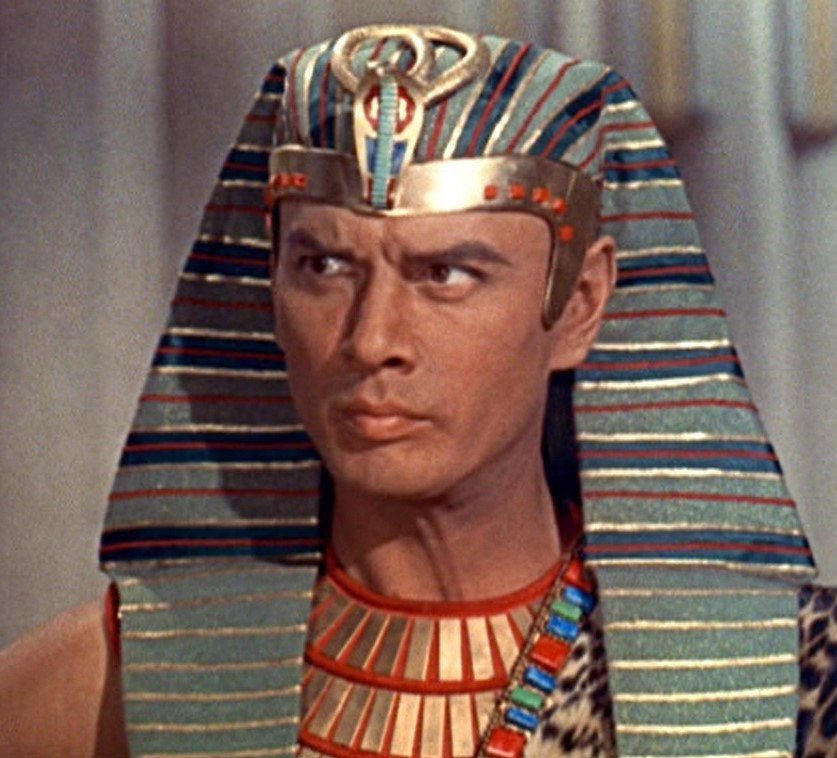
Ramsés: Yul Brynner
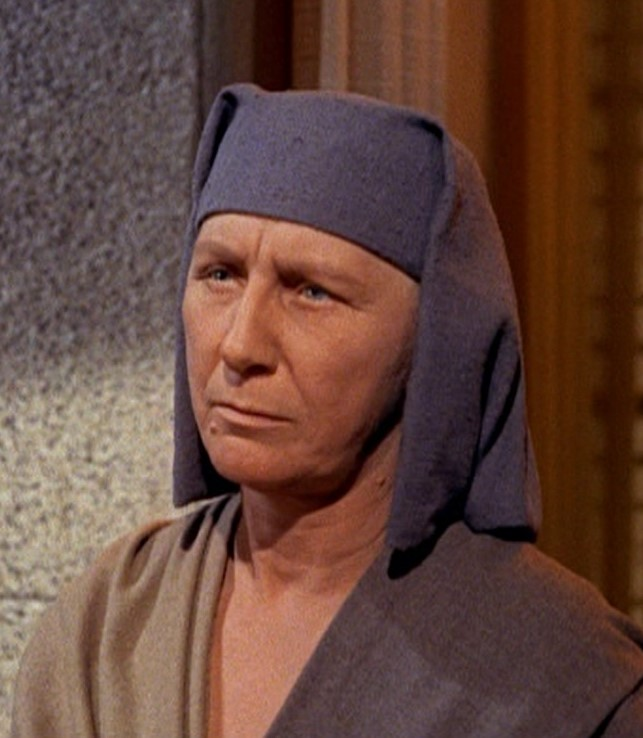
Memnet: Judith Anderson